# Нагасаки Кунти

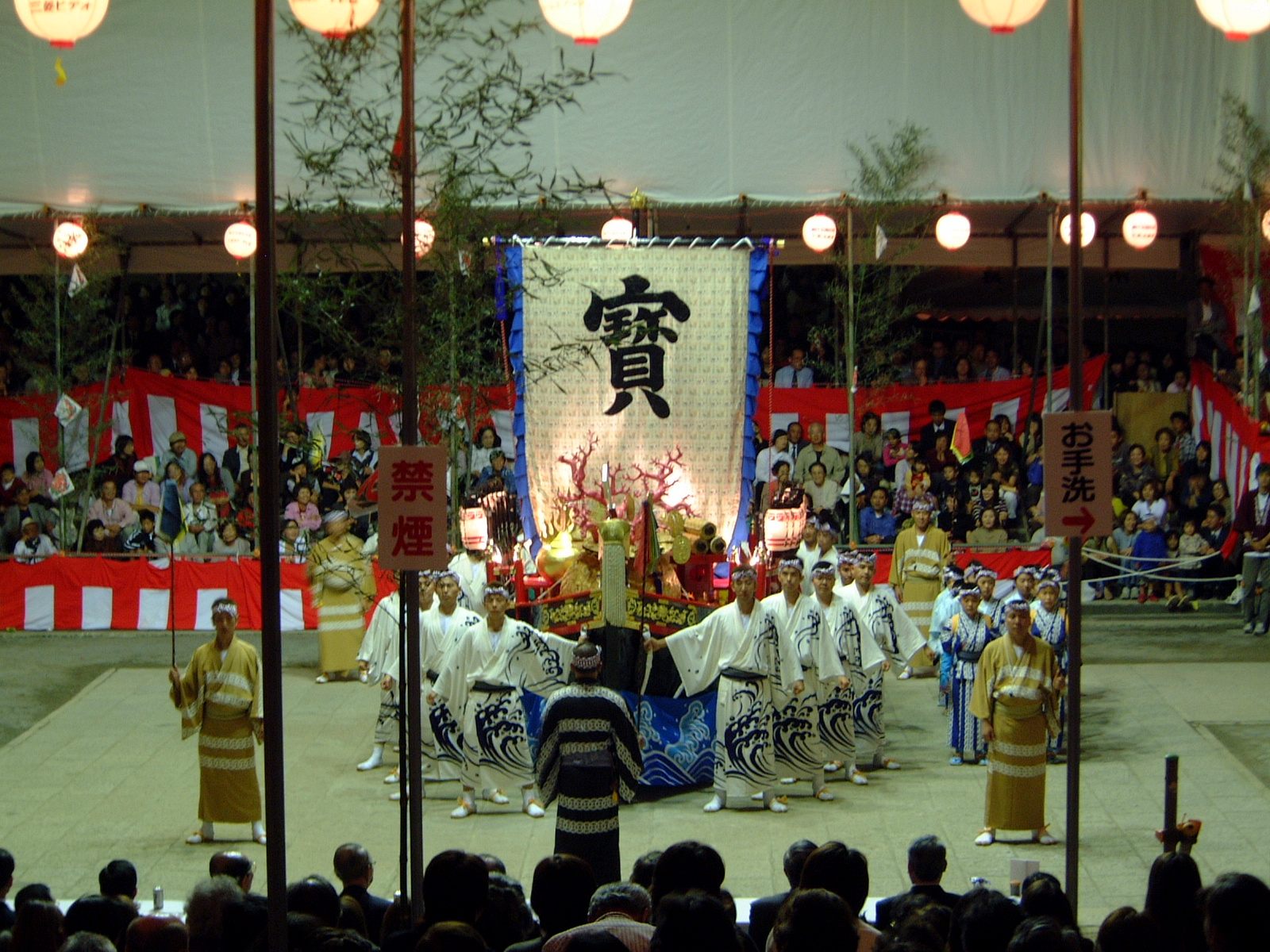
Нагасаки Кунти

Нагаса́ки Кунти (яп. 長崎くんち), также Кунти (くんち) или Нагасаки Окунти (長崎おくんち) — синтоистский праздник в честь трёх ками: Сува, Сумиёси и Моридзаки. Самый известный национальный фестиваль в Нагасаки, в Японии.

## История
Празднование Нагасаки Кунти началось с конца XVI века. Само слово «кунти» (яп. くんち) обозначает праздник. Он был известен как праздник осеннего урожая. Статус синтоистского праздника фестиваль получил в 1642 году, после основания в Нагасаки синтоистского святилища Сува-дзиндзя. Это было сделано с целью выявления в городе скрытых христиан в период гонений на христианство в Японии. До сих пор в Нагасаки сохранился обычай показа садов, нивамисэ (яп. 庭見せ), когда местные жители во время фестиваля держат двери своих домов открытыми для общественности.
Одно из самых известных представлений Нагасаки Кунти — «Танец Дракона». Изначально оно исполнялось только на Новый год китайцами, проживавшими в городе. Репетиции будущих представлений начинаются 1 июня. Фестиваль проходит с 7 по 9 октября. Даваемые на нем представления ярко отражают красочную историю Нагасаки, так что в течение трёх дней весь город погружается в атмосферу праздника.